# Saló del Llibre Infantil i Juvenil de Catalunya

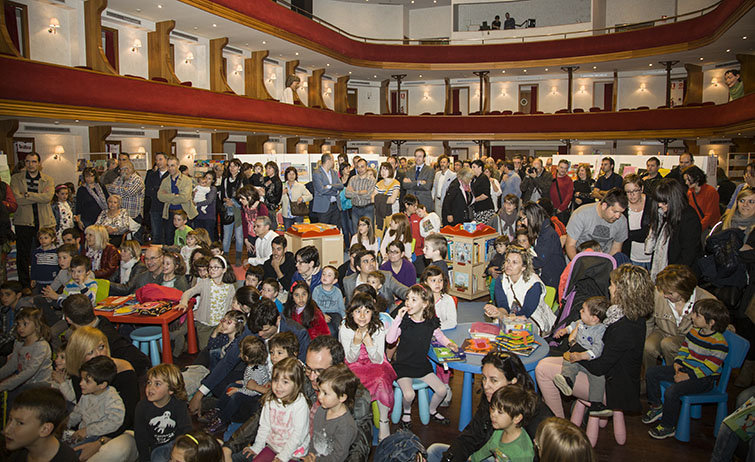
Saló del Llibre Infantil i Juvenil 2015

El Saló del Llibre Infantil i Juvenil de Catalunya és una mostra anual sobre el món de la literatura infantil i juvenil organitzada pel Consell Català del Llibre Infantil i Juvenil de Catalunya i l'Ajuntament de Mollerussa i adreçada a infants i joves fins a 15 anys i a les seves famílies. Aquest saló recull més de 4.500 llibres infantils i juvenils i s'ha celebrat en diferents espais i ciutats dels Països Catalans.
S'hi poden trobar diverses exposicions i acull activitats com hores del conte, visites d'escriptors i il·lustradors, tallers, maratons de lectura en veu alta, trobades pedagògiques i intercanvi d'experiències de biblioteques. En horari escolar, el Saló rep la visita de grups d'escolars que guiats per monitors visiten l'espai i gaudeixen de la xerrada d'un autor.
El Consell Català del Llibre Infantil i Juvenil i l’Ajuntament de Mollerussa, com a organitzadors del Saló del Llibre Infantil i Juvenil de Catalunya, n’anuncien la cancel·lació de noves edicions, després de 35 salons, els setze darrers a Mollerussa.

## Història
El desembre del 1984, el Consell Català, acabat de néixer, va reprendre la tradició de la Setmana del Llibre per a Infants. La va acollir la Casa de l'Ardiaca de Barcelona que es va omplir de llibres per a nens i nenes. Des del 1985 fins al 1993 la Setmana es va celebrar al magnífic Saló Gòtic del Tinell, a Barcelona. Any rere any es consolidava l'exposició que va anar enregistrant un augment en el nombre de visitants. L'any 1994 la Setmana del Llibre per a Infants canvia el seu nom per Saló del Llibre Infantil i Juvenil, al mateix temps que, s'instal·la a les Cotxeres de Sants de Barcelona, on se celebra la mostra fins a l'any 1996. El 1997, el Consell Català, creu molt convenient descentralitzar les seves activitats i celebrar el Saló del Llibre Infantil i Juvenil de Catalunya fora de Barcelona, cada dos anys. El primer contacte es fa amb la Fundació Caixa de Girona que accepta la proposta, cedeix l'espai La Fontana d'Or i subvenciona l'activitat. A conseqüència de l'èxit de l'anterior edició, l'any 1998, el Saló torna a Girona però, seguint l'acord adoptat l'any anterior i amb un considerable esforç, també s'organitza a Les Cotxeres de Sants de Barcelona. El 1999, se celebra la 16a edició a la Fira de Reus, en el 2000 acull el Saló la Biblioteca Xavier Benguerel de Barcelona i, per primera vegada s'estén el radi d'acció del Saló, l'Ajuntament de Porrera i catorze biblioteques de les Terres de Ponent acullen les Setmanes del Llibre Infantil i Juvenil, que mostren l'exposició monogràfica del Saló i la Selecció dels millors llibres infantils i juvenils de l'any. El 2001 el Saló s'organitza a la Biblioteca Can Peixauet de Santa Coloma de Gramenet i les Setmanes del Llibre Infantil i Juvenil es multipliquen: 12 poblacions a les Terres de Ponent, 8 poblacions a les Terres de l'Ebre, 14 poblacions a les comarques gironines i 10 municipis de Barcelona. A partir del 2002, gràcies a la col·laboració del seu ajuntament, el Saló del Llibre Infantil i Juvenil de Catalunya se celebra a la ciutat de Mollerussa. Cada any està inspirat en un tema diferent.

## Col·laboradors
Organitzen: ClijCAT i Ajuntament de Mollerussa.
Col·laboren: Departament de Cultura de la Generalitat de Catalunya, OEPLI, Ministerio de Educación, Cultura y Deporte i Diputació de Lleida.
Altres col·laboradors: Baula, Cossetània Edicions, Angle Editorial, Queralt Edicions, Grup Planeta, Grup 62, Editorial Cruïlla, La Galera Editorial, Edebé, Combel, Editorial Bambú, Tramuntana Editorial, Publicacions de l'Abadia de Montserrat, Kalandraka, Takatuka, Mosai Llibres Editorial Entrecomes, Pagès Editor, Centre de Recursos Pedagògics del Pla d'Urgell, Institució de les Lletres Catalanes i Departament d'Ensenyament de la Generalitat de Catalunya.